# Persone di nome Gabriel
| Questa pagina contiene informazioni ricavate automaticamente dalle voci biografiche con l'ausilio del template Bio e di un bot. L'aggiornamento è periodico e automatico e ricostruisce completamente la pagina. Se manca una persona in questa lista, sei pregato di non aggiungerla, ma accertati piuttosto che la sua voce biografica contenga il template Bio e che i dati anagrafici siano correttamente compilati. Se il template Bio manca, inseriscilo tu stesso o, in alternativa, metti l'avviso {{tmp\|Bio}} che ne segnala la mancanza. Se i dati riportati sono sbagliati, correggi direttamente la voce biografica; le modifiche saranno visibili in questa lista entro pochi giorni. Per chiarimenti vedi il progetto antroponimi. La lista contiene solo le 488 persone che sono citate nell'enciclopedia e per le quali è stato implementato correttamente il template Bio. Pagina aggiornata al 6 ago 2025. |

Questa è una lista di persone presenti nell'enciclopedia che hanno il nome Gabriel, suddivise per attività principale.

## Agronomi(1)
- Gabriel Alonso de Herrera, agronomo spagnolo (Talavera de la Reina, n. 1470 - Toledo, † 1539)

## Allenatori di calcio(14)
- Gabriel Caballero, allenatore di calcio e ex calciatore argentino (Santa Fe, n. 1971)
- Gabriel Calderón, allenatore di calcio e ex calciatore argentino (Rawson, n. 1960)
- Gabriel Caramarin, allenatore di calcio e ex calciatore rumeno (Măcin, n. 1977)
- Gabriel Fernández Arenas, allenatore di calcio e ex calciatore spagnolo (Madrid, n. 1983)
- Gabriel García de la Torre, allenatore di calcio e ex calciatore spagnolo (Sallent, n. 1979)
- Gabriel Heinze, allenatore di calcio e ex calciatore argentino (Crespo, n. 1978)
- Gabriel Høyland, allenatore di calcio e ex calciatore norvegese (Bryne, n. 1955)
- Gabriel Mendes, allenatore di calcio e ex calciatore portoghese (Porto, n. 1954)
- Gabriel Milito, allenatore di calcio e ex calciatore argentino (Bernal, n. 1980)
- Gabriel Ochoa Uribe, allenatore di calcio e calciatore colombiano (Sopetrán, n. 1929 - Cali, † 2020)
- Gabriel Pierino Pedrazzi, allenatore di calcio e ex calciatore argentino (La Plata, n. 1964)
- Gabriel Pereyra, allenatore di calcio e ex calciatore argentino (Carlos Pellegrini, n. 1978)
- Gabriel Schürrer, allenatore di calcio e ex calciatore argentino (Rafaela, n. 1971)
- Gabriel Wüthrich, allenatore di calcio e ex calciatore svizzero (n. 1981)

## Allenatori di calcio a 5(1)
- Gabriel Valarín, allenatore di calcio a 5 e ex giocatore di calcio a 5 argentino (Rosario, n. 1965)

## Allenatori di tennis(2)
- Gabriel Markus, allenatore di tennis e ex tennista argentino (Buenos Aires, n. 1970)
- Gabriel Trifu, allenatore di tennis e ex tennista rumeno (Bucarest, n. 1975)

## Ammiragli(1)
- Gabriel Auphan, ammiraglio francese (Alès, n. 1894 - Versailles, † 1982)

## Arbitri di calcio(1)
- Gabriel Favale, ex arbitro di calcio argentino (Buenos Aires, n. 1967)

## Archeologi(2)
- Gabriel Gustafson, archeologo svedese (Visby, n. 1853 - Oslo, † 1915)
- Gabriel Zuchtriegel, archeologo e dirigente pubblico tedesco (Weingarten, n. 1981)

## Architetti(3)
- Gabriel Davioud, architetto francese (Parigi, n. 1824 - Parigi, † 1881)
- Gabriel Le Duc, architetto francese († 1696)
- Gabriel von Seidl, architetto tedesco (Monaco di Baviera, n. 1848 - Bad Tölz, † 1913)

## Arcivescovi cattolici(12)
- Gabriel Adarzo de Santander, arcivescovo cattolico spagnolo (Madrid, n. 1596 - Otranto, † 1674)
- Gabriel Blamo Jubwe, arcivescovo cattolico nigeriano (Lagos, n. 1958)
- Gabriel Cortois de Pressigny, arcivescovo cattolico francese (Digione, n. 1745 - Parigi, † 1823)
- Gabriel Malzaire, arcivescovo cattolico santaluciano (Mon Repos, n. 1957)
- Gabriel Mbilingi, arcivescovo cattolico angolano (Bândua, n. 1958)
- Gabriel Antonio Mestre, arcivescovo cattolico argentino (Mar del Plata, n. 1968)
- Gabriel Charles Palmer-Buckle, arcivescovo cattolico ghanese (Axim, n. 1950)
- Gabriel Herman Antun Patačić, arcivescovo cattolico croato (Mađarevo, n. 1699 - Vienna, † 1745)
- Gabriel Sayaogo, arcivescovo cattolico burkinabé (Niességa, n. 1962)
- Gabriel Ángel Villa Vahos, arcivescovo cattolico colombiano (Sopetrán, n. 1962)
- Gabriel Justice Yaw Anokye, arcivescovo cattolico ghanese (Emenaa, n. 1960)
- Gabriel de Grammont, arcivescovo cattolico e cardinale francese (Guascogna, n. 1486 - Balma, † 1534)

## Artisti(2)
- Gabriel Stanislaw Morvay, artista, pittore e scrittore polacco (Tarnów, n. 1934 - Sabadell, † 1988)
- Gabriel Orozco, artista messicano (Xalapa, n. 1962)

## Artisti marziali misti(1)
- Gabriel Gonzaga, artista marziale misto brasiliano (Rio de Janeiro, n. 1979)

## Attori(19)
- Gabriel Arcand, attore canadese (Deschambault, n. 1949)
- Gabriel Bateman, attore statunitense (Turlock, n. 2004)
- Gabriel Byrne, attore e produttore cinematografico irlandese (Dublino, n. 1950)
- Gabriel Corrado, attore argentino (Buenos Aires, n. 1960)
- Gabriel Damon, attore statunitense (Reno, n. 1976)
- Gabriel Ebert, attore statunitense (Denver, n. 1988)
- Gabriel Gabrio, attore francese (Reims, n. 1887 - Berchères-sur-Vesgre, † 1946)
- Gabriel Gallichio, attore argentino (Buenos Aires, n. 1991)
- Gabriel Garko, attore e modello italiano (Torino, n. 1972)
- Gabriel Guevara, attore spagnolo (Madrid, n. 2001)
- Gabriel LaBelle, attore canadese (Vancouver, n. 2002)
- Gabriel Leone, attore brasiliano (Rio de Janeiro, n. 1993)
- Gabriel Luna, attore statunitense (Austin, n. 1982)
- Gabriel Macht, attore statunitense (New York, n. 1972)
- Gabriel Mann, attore statunitense (New Haven, n. 1972)
- Gabriel Montesi, attore italiano (Genzano di Roma, n. 1992)
- Gabriel Moreau, attore e regista francese (Parigi, n. 1874 - Parigi, † 1933)
- Gabe Nevins, attore statunitense (Portland, n. 1991)
- Gabriel Vick, attore e cantante inglese

## Attori pornografici(1)
- Gabriel Pontello, ex attore pornografico, produttore cinematografico e regista francese (Casablanca, n. 1949)

## Avvocati(1)
- Gabriel André Aucler, avvocato, filosofo e scrittore francese (Argenton-sur-Creuse - Bourges, † 1815)

## Banchieri(1)
- Gabriel Julien Ouvrard, banchiere francese (Cugand, n. 1770 - Londra, † 1846)

## Batteristi(1)
- Gabe Serbian, batterista, chitarrista e cantante statunitense (n. 1977 - † 2022)

## Canottieri(2)
- Gabriel Poix, canottiere francese (Parigi, n. 1888 - Nogent-sur-Marne, † 1946)
- Gabriel Soares, canottiere brasiliano (Foz do Iguaçu, n. 1997)

## Cantanti(7)
- Gabito Ballesteros, cantante messicano (Cumpas, n. 1999)
- Gabi Delgado, cantante spagnolo (Cordova, n. 1958 - † 2020)
- Vicentico, cantante, musicista e compositore argentino (Buenos Aires, n. 1964)
- Jean Gabilou, cantante francese (Papeete, n. 1944)
- Mora, cantante e produttore discografico portoricano (Bayamón, n. 1992)
- Gabe Saporta, cantante e bassista uruguaiano (Montevideo, n. 1979)
- Javier Solís, cantante e attore messicano (Città del Messico, n. 1931 - Città del Messico, † 1966)

## Cantautori(1)
- El Chamo Gabriel, cantautore venezuelano (Caracas, n. 1968)

## Cardinali(4)
- Gabriel Acacius Coussa, cardinale e arcivescovo cattolico siriano (Aleppo, n. 1897 - Roma, † 1962)
- François Marty, cardinale e arcivescovo cattolico francese (Pachins, n. 1904 - Villefranche-de-Rouergue, † 1994)
- Gabriel Trejo y Paniagua, cardinale e arcivescovo cattolico spagnolo (Casas de Millán, n. 1562 - Malaga, † 1630)
- Gabriel Zubeir Wako, cardinale e arcivescovo cattolico sudanese (Mboro, n. 1941)

## Cestisti(24)
- Gabriel Abratanski, ex cestista uruguaiano (n. 1975)
- Gabriel Ajemian, cestista statunitense (Pasadena, n. 1998)
- Gabriel Albertí, cestista, allenatore di pallacanestro e pittore spagnolo (Vilafranca del Penedès, n. 1913 - Madrid, † 1989)
- Gabe Brown, cestista statunitense (Ypsilanti, n. 2000)
- Armand Catafago, cestista egiziano (Alessandria d'Egitto, n. 1926 - Alessandria d'Egitto, † 2010)
- Gabriel Chachashvili, cestista israeliano (Nazareth Illit, n. 1999)
- Gabriel Cocha, ex cestista argentino (Comodoro Rivadavia, n. 1971)
- Gabriel Colón, ex cestista portoricano (Ponce, n. 1984)
- Gabriel Deck, cestista argentino (Añatuya, n. 1995)
- Gabriel Estaba, ex cestista venezuelano (Carúpano, n. 1965)
- Gabriel Fajardo, cestista e allenatore di pallacanestro filippino (Pandacan, n. 1917 - Pasig, † 2008)
- Gabriel Fernández, ex cestista e allenatore di pallacanestro argentino (Lomas de Zamora, n. 1976)
- Gabriel Girón, cestista messicano (Monterrey, n. 1988)
- Gabriel Lundberg, cestista danese (Copenaghen, n. 1994)
- Gabriel Mikulas, ex cestista argentino (Córdoba, n. 1981)
- Gabriel Milovich, ex cestista argentino (Buenos Aires, n. 1960)
- Gabe Nava, cestista messicano (El Paso, n. 1952 - Albuquerque, † 1981)
- Gabi Neumark, cestista israeliano (n. 1946 - † 2000)
- Gabe Norwood, cestista statunitense (Fayetteville, n. 1985)
- Gabriel Peña, cestista ecuadoriano (n. 1924 - Guayaquil, † 1976)
- Gabe Pruitt, ex cestista statunitense (Los Angeles, n. 1986)
- Gaby Ruiz, ex cestista spagnolo (Santa Coloma de Gramenet, n. 1973)
- Gabi Teichner, ex cestista israeliano (Afula, n. 1945)
- Gabe Vincent, cestista nigeriano (Modesto, n. 1996)

## Chitarristi(2)
- Gabriel Guerrisi, chitarrista e compositore argentino (Adrogué, n. 1969)
- Gabriel Vicéns, chitarrista portoricano (Guaynabo, n. 1988)

## Ciclisti su strada(3)
- Gabriel Borra, ciclista su strada belga (Ruddervoorde, n. 1937 - Bruges, † 2019)
- Gabriel Cullaigh, ex ciclista su strada e pistard britannico (Holmfirth, n. 1996)
- Gabriel Mas, ex ciclista su strada spagnolo (Montuïri, n. 1933)

## Circensi(1)
- Gabriel Estavao Monjane, circense mozambicano (Manjacaze, n. 1944 - Maputo, † 1990)

## Comici(2)
- Gabriel Iglesias, comico e doppiatore statunitense (San Diego, n. 1976)
- Gabe Kaplan, comico, attore e giocatore di poker statunitense (Brooklyn, n. 1945)

## Compositori(5)
- Gabriel Dupont, compositore francese (Caen, n. 1878 - Le Vésinet, † 1914)
- Gabriel Fauré, compositore e organista francese (Pamiers, n. 1845 - Parigi, † 1924)
- Gabriel Grovlez, compositore e direttore d'orchestra francese (Lille, n. 1879 - Parigi, † 1944)
- Gabriel Plautzius, compositore sloveno (Carniola - Magonza, † 1641)
- Gabriel Yared, compositore, arrangiatore e direttore d'orchestra libanese (Beirut, n. 1949)

## Criminologi(1)
- Gabriel Tarde, criminologo, sociologo e filosofo francese (Sarlat, n. 1843 - Parigi, † 1904)

## Diplomatici(1)
- Gabriel de Luetz, diplomatico francese († 1553)

## Dirigenti sportivi(1)
- Gabriel Gervais, dirigente sportivo, imprenditore e ex calciatore canadese (Montréal, n. 1976)

## Drammaturghi(2)
- Gabriel Bounin, drammaturgo francese (n. 1520 - † 1604)
- Ernest Legouvé, drammaturgo francese (Parigi, n. 1807 - Parigi, † 1903)

## Filosofi(4)
- Gabriel Bonnot de Mably, filosofo e politico francese (Grenoble, n. 1709 - Parigi, † 1785)
- Gabriel Liiceanu, filosofo, saggista e giornalista rumeno (Râmnicu Vâlcea, n. 1942)
- Gabriel Marcel, filosofo, scrittore e drammaturgo francese (Parigi, n. 1889 - Parigi, † 1973)
- Gabriel Séailles, filosofo francese (Parigi, n. 1852 - Barbizon, † 1922)

## Fisici(1)
- Gabriel Lippmann, fisico francese (Bonnevoie, n. 1845 - Oceano Atlantico, † 1921)

## Fisiologi(1)
- Gabriel Valentin, fisiologo tedesco (Breslavia, n. 1810 - Berna, † 1883)

## Fondisti(1)
- Gabriel Gledhill, fondista britannico (n. 2002)

## Fotografi(1)
- Gabriel Figueroa, fotografo messicano (Città del Messico, n. 1907 - Città del Messico, † 1997)

## Fumettisti(2)
- Gabriel Bernal Vargas, fumettista messicano (Tulancingo de Bravo, n. 1915 - Città del Messico, † 2010)
- Gabriel Bá, fumettista e blogger brasiliano (San Paolo, n. 1976)

## Generali(7)
- Gabriel Barbou des Courières, generale francese (Abbeville, n. 1761 - Parigi, † 1827)
- Gabriel Cochet, generale francese (Saumur, n. 1888 - Perpignano, † 1973)
- Gabriel de la Cueva, generale e duca spagnolo (Cuéllar - Milano, † 1571)
- Gabriel Fabre, generale, politico e nobile francese (Vannes, n. 1774 - Laval, † 1858)
- Gabriel Anton Splény de Miháldy, generale austriaco (Terňa, n. 1734 - Slivník, † 1818)
- Gabriel Jean Joseph Molitor, generale francese (Hayange, n. 1770 - Parigi, † 1849)
- Gabriel Ramanantsoa, generale e politico malgascio (Antananarivo, n. 1906 - Parigi, † 1979)

## Geologi(1)
- Gabriel Auguste Daubrée, geologo francese (Metz, n. 1814 - Parigi, † 1896)

## Gesuiti(1)
- Gabriel Vázquez, gesuita, teologo e filosofo spagnolo (Villaescusa de Haro, n. 1549 - Belmonte, † 1604)

## Ginnasti(1)
- Gabriel Thorstensen, ginnasta norvegese (Stavanger, n. 1888 - Stavanger, † 1974)

## Giocatori di baseball(2)
- Gabe Kapler, ex giocatore di baseball e dirigente sportivo statunitense (Los Angeles, n. 1975)
- Gabriel Ynoa, giocatore di baseball dominicano (Concepción de la Vega, n. 1993)

## Giocatori di calcio a 5(4)
- Gabriel Dias, ex giocatore di calcio a 5 brasiliano (Pelotas, n. 1980)
- Gabriel Lima, ex giocatore di calcio a 5 brasiliano (San Paolo, n. 1987)
- Gabriel Miraglia, giocatore di calcio a 5 brasiliano (Rio de Janeiro, n. 1987)
- Gabriel Motta, giocatore di calcio a 5 brasiliano (São Bernardo do Campo, n. 1999)

## Giocatori di football americano(3)
- Gabe Davis, giocatore di football americano statunitense (Sanford, n. 1999)
- Gabe Jackson, giocatore di football americano statunitense (Liberty, n. 1991)
- Gabriel Rivera, giocatore di football americano statunitense (Crystal City, n. 1961 - San Antonio, † 2018)

## Giornalisti(3)
- Gabriel Marie Brideau, giornalista e rivoluzionario francese (Mortagne-au-Perche, n. 1844 - Londra, † 1875)
- Omicidio di Gabriel Grüner e Volker Krämer, giornalista italiano (Malles Venosta, n. 1963 - Dulje, † 1999)
- Léon de Poncins, giornalista e saggista francese (Civens, n. 1897 - Tolone, † 1975)

## Giuristi(3)
- Gabriel Le Bras, giurista, sociologo e storico delle religioni francese (Paimpol, n. 1891 - Parigi, † 1970)
- Gabriel Mudaeus, giurista e docente fiammingo (Brecht, n. 1500 - Lovanio, † 1560)
- Gabriel Pereira de Castro, giurista, poeta e docente portoghese (Braga, n. 1571 - Lisbona, † 1632)

## Hockeisti su ghiaccio(1)
- Gabriel Landeskog, hockeista su ghiaccio svedese (Stoccolma, n. 1992)

## Imprenditori(1)
- Sakakini Pascià, imprenditore egiziano (Damasco, n. 1841 - Il Cairo, † 1923)

## Impresari teatrali(1)
- Gabriel Astruc, impresario teatrale, editore e giornalista francese (Bordeaux, n. 1864 - Parigi, † 1938)

## Incisori(1)
- Gabriel Perelle, incisore e disegnatore francese (Vernon, n. 1604 - Parigi, † 1677)

## Ingegneri(3)
- Gabriel Delmotte, ingegnere, politico e imprenditore francese (Masnières, n. 1876 - Masnières, † 1950)
- Gabriel Narutowicz, ingegnere e politico polacco (Telšiai, n. 1865 - Varsavia, † 1922)
- Gabriel Rodríguez, ingegnere, economista e politico spagnolo (Valencia, n. 1829 - Madrid, † 1901)

## Lottatori(1)
- Gabriel Rosillo, lottatore cubano (n. 1999)

## Lunghisti(1)
- Gabriel Bitan, lunghista rumeno (Bucarest, n. 1998)

## Magistrati(1)
- Gabriel Nicolas de la Reynie, magistrato e poliziotto francese (Limoges, n. 1625 - Parigi, † 1709)

## Martellisti(1)
- Gabriel Kehr, martellista cileno (Temuco, n. 1996)

## Matematici(2)
- Gabriel Cramer, matematico svizzero (Ginevra, n. 1704 - Bagnols-sur-Cèze, † 1752)
- Gabriel Lamé, matematico e fisico francese (Tours, n. 1795 - Parigi, † 1870)

## Medici(1)
- Gabriel Andral, medico francese (Parigi, n. 1797 - Châteauvieux, † 1876)

## Mezzofondisti(2)
- Gabriel M'Boa, ex mezzofondista centrafricano
- Gabriel Tual, mezzofondista francese (Villeneuve-sur-Lot, n. 1998)

## Militari(6)
- Gabriel de Avilés, ufficiale spagnolo (Barcellona, n. 1739 - Valparaíso, † 1810)
- Gabriel Cano, militare spagnolo (Mora, n. 1665 - Santiago del Cile, † 1733)
- Gabriel Louis de Caulaincourt, militare e politico francese (Leschelle, n. 1740 - Parigi, † 1808)
- Gabriel Maugas, militare e ingegnere francese (Fromental, n. 1866 - Lussemburgo, † 1931)
- Gabriel Pierre Patrice Rambourgt, militare francese (Troyes, n. 1773 - Saint-Martin-ès-Vignes, † 1848)
- Gabriel Ranvier, militare francese (Baugy, n. 1828 - Parigi, † 1879)

## Mineralogisti(1)
- Gabriel Delafosse, mineralogista francese (Saint Quentin, n. 1796 - Parigi, † 1878)

## Missionari(2)
- Gabriel Manek, missionario e arcivescovo cattolico indonesiano (Lahurus, n. 1913 - Denver, † 1989)
- Gabriel Sagard, missionario e etnografo francese († 1636)

## Modelli(1)
- Gabriel Aubry, supermodello canadese (Montréal, n. 1976)

## Navigatori(1)
- Gabriel de Castilla, navigatore e esploratore spagnolo (Palencia, n. 1577 - Lima, † 1620)

## Neurologi(1)
- Gabriel Anton, neurologo austriaco (Žatec, n. 1858 - Halle, † 1933)

## Nobili(1)
- Gabriel de Rochechouart de Mortemart, nobile francese (n. 1600 - Parigi, † 1675)

## Nuotatori(3)
- Gabriel Lopes, nuotatore portoghese (Lousã, n. 1997)
- Gabriel Santos, nuotatore brasiliano (San Paolo, n. 1996)
- Gabe Woodward, ex nuotatore statunitense (Bakersfield, n. 1979)

## Ostacolisti(1)
- Gabriel Constantino, ostacolista e velocista brasiliano (Rio de Janeiro, n. 1995)

## Pallamanisti(1)
- Gabriel Kicsid, ex pallamanista rumeno (n. 1948)

## Pallanuotisti(1)
- Gabriel Hernández, ex pallanuotista e allenatore di pallanuoto spagnolo (Barcellona, n. 1975)

## Pallavolisti(7)
- Gabriel Chochoľák, pallavolista slovacco (Snina, n. 1978)
- Gabriel Domecus, ex pallavolista statunitense (Vallejo, n. 1994)
- Gabriel García, pallavolista portoricano (Carolina, n. 1999)
- Gabriel Gardner, ex pallavolista statunitense (San Diego, n. 1976)
- Gabriel Quiñones, pallavolista portoricano (n. 1994)
- Gabriel Rosado, pallavolista portoricano (n. 1995)
- Gabriel Vaccari, pallavolista brasiliano (Curitiba, n. 1996)

## Parapsicologi(1)
- Gabriel Delanne, parapsicologo francese (Parigi, n. 1857 - Parigi, † 1926)

## Pastori protestanti(1)
- Gabriel Zwilling, pastore protestante tedesco (Torgau, † 1558)

## Pianisti(1)
- Gabriel Tacchino, pianista francese (Cannes, n. 1934 - Cagnes-sur-Mer, † 2023)

## Piloti automobilistici(2)
- Gabriel Aubry, pilota automobilistico francese (Saint-Germain-en-Laye, n. 1998)
- Gabriel Bortoleto, pilota automobilistico brasiliano (Osasco, n. 2004)

## Piloti di rally(1)
- Gabriel Pozzo, pilota di rally argentino (n. 1979)

## Piloti motociclistici(1)
- Gabriel Rodrigo, pilota motociclistico argentino (Barcellona, n. 1996)

## Pionieri dell'aviazione(1)
- Gabriel Voisin, pioniere dell'aviazione francese (Belleville-sur-Saône, n. 1880 - Ozenay, † 1973)

## Pittori(10)
- Gabriel Briard, pittore francese (n. 1715 - † 1777)
- Gabriel Delmas, pittore e fumettista francese (Carcassonne, n. 1973)
- Gabriel Deluc, pittore francese (Saint-Jean-de-Luz, n. 1883 - Souain-Perthes-lès-Hurlus, † 1916)
- Gabriel Ferrier, pittore francese (Nîmes, n. 1847 - Parigi, † 1914)
- Gabriel Kessler, pittore austriaco (Bressanone, n. 1645 - Bolzano, † 1719)
- Gabriel Laviron, pittore, critico d'arte e rivoluzionario francese (Besançon, n. 1806 - Roma, † 1849)
- Gabriel Metsu, pittore olandese (Leida, n. 1629 - Amsterdam, † 1667)
- Gabriel Revel, pittore francese (Château-Thierry, n. 1642 - Digione, † 1712)
- Gabriel Van Dievoet, pittore e decoratore belga (Bruxelles, n. 1875 - Saint-Gilles, † 1934)
- Gabriel von Max, pittore tedesco (Praga, n. 1840 - Monaco di Baviera, † 1915)

## Poeti(5)
- Gabriel El-Registan, poeta sovietico (Samarcanda, n. 1899 - Mosca, † 1945)
- Gabriel Faure, poeta e scrittore francese (Tournon-sur-Rhône, n. 1877 - † 1962)
- Gabriel Ferrater, poeta spagnolo (Reus, n. 1922 - Sant Cugat del Vallès, † 1972)
- Gabriel Magdelenet, poeta francese (Saint-Martin-du-Puy, n. 1587 - Auxerre, † 1661)
- Gabriel Pontremoli, poeta, rabbino e scrittore italiano (Casale Monferrato - Torino)

## Politici(16)
- Gabe Amo, politico statunitense (Pawtucket, n. 1987)
- Gabriel Attal, politico francese (Clamart, n. 1989)
- Gabriel Boric, politico cileno (Punta Arenas, n. 1986)
- Gabriel Costa, politico saotomense (n. 1954)
- Gabriel García Moreno, politico ecuadoriano (Guayaquil, n. 1821 - Quito, † 1875)
- Gabriel González Videla, politico cileno (La Serena, n. 1898 - Santiago del Cile, † 1980)
- Gabriel Mato, politico spagnolo (Madrid, n. 1961)
- Gabriel Minvielle, politico francese (Bordeaux - New York, † 1702)
- Gabriel Moore, politico statunitense (Contea di Stokes, n. 1785 - Caddo, † 1844)
- Gabriel Oprea, politico e militare rumeno (Fundulea, n. 1961)
- Gabriel Antonio Pereira, politico uruguaiano (Montevideo, n. 1794 - Montevideo, † 1861)
- Gabriel Péri, politico francese (Tolone, n. 1902 - Suresnes, † 1941)
- Gabriel Taschereau de Baudry, politico e nobile francese (Tours, n. 1673 - Parigi, † 1755)
- Gabriel Valdés, politico cileno (Santiago del Cile, n. 1919 - Santiago del Cile, † 2011)
- Gabe Vasquez, politico statunitense (El Paso, n. 1984)
- Gabriel de Zayas, politico spagnolo (Écija, n. 1526 - Madrid, † 1593)

## Politologi(1)
- Gabriel Almond, politologo statunitense (Rock Island, n. 1911 - Pacific Grove, † 2002)

## Predicatori(1)
- Gabriel Ascherham, predicatore tedesco († 1545)

## Presbiteri(2)
- Gabriel Deshayes, presbitero francese (Beignon, n. 1767 - Saint-Laurent-sur-Sèvre, † 1841)
- Gabriel Naddaf, presbitero palestinese (Nazareth, n. 1973)

## Produttori cinematografici(1)
- Gabriel Pascal, produttore cinematografico e regista ungherese (Arad, n. 1894 - New York, † 1954)

## Pugili(1)
- Flash Elorde, pugile filippino (Bogo, n. 1935 - † 1985)

## Rapper(2)
- Soge Culebra, rapper e cantautore spagnolo (Murcia, n. 1999)
- Spoonie Gee, rapper e compositore statunitense (Harlem, n. 1963)

## Registi(6)
- Gabriel Aghion, regista e sceneggiatore egiziano (Alessandria d'Egitto, n. 1955)
- Gabriel Axel, regista danese (Aarhus, n. 1918 - Gladsaxe, † 2014)
- Gabriel Bartalos, regista, truccatore e effettista statunitense (Contea di Westchester, n. 1970)
- Gabriel Mascaro, regista brasiliano (Recife, n. 1983)
- Gabriel Rosca, regista, attore e sceneggiatore francese (Marsiglia, n. 1895 - XVI arrondissement di Parigi, † 1943)
- Gabriel Veyre, regista e fotografo francese (Septème, n. 1871 - Casablanca, † 1936)

## Religiosi(3)
- Gabriel Sionita, religioso, insegnante e traduttore libanese (Ehden, n. 1577 - Parigi, † 1648)
- Gabriel Taborin, religioso francese (Belleydoux, n. 1799 - Belley, † 1864)
- Tirso de Molina, religioso, drammaturgo e poeta spagnolo (Madrid, n. 1579 - Almazán, † 1648)

## Rugbisti a 15(3)
- Gabriel Fulcher, ex rugbista a 15 e allenatore di rugby a 15 irlandese (Aldershot, n. 1969)
- Gabriel Ibitoye, rugbista a 15 inglese (Londra, n. 1998)
- Gabriel Pizarro, ex rugbista a 15 argentino (San Juan, n. 1979)

## Scacchisti(1)
- Gabriel Sargsyan, scacchista armeno (Erevan, n. 1983)

## Scenografi(1)
- Gabriel Scognamillo, scenografo italiano (New York, n. 1906 - Los Angeles, † 1974)

## Schermidori(2)
- Georges de la Falaise, schermidore francese (Luçon, n. 1866 - Parigi, † 1910)
- Gabriel Nigon, ex schermidore svizzero (n. 1956)

## Sciatori alpini(2)
- Gabriel Rivas, ex sciatore alpino francese (San Giovanni di Moriana, n. 1986)
- Gabriel Thibault, ex sciatore alpino canadese (n. 1976)

## Scrittori(13)
- Gabriel Álvarez de Toledo, scrittore spagnolo (Siviglia, n. 1662 - Madrid, † 1714)
- Gabriel Aresti, scrittore e poeta spagnolo (Bilbao, n. 1933 - Bilbao, † 1975)
- Gabriel Audisio, scrittore e poeta francese (Marsiglia, n. 1900 - Issy-les-Moulineaux, † 1978)
- Gabriel Brizard, scrittore e storico francese († 1793)
- Gabriel Cacho Millet, scrittore e critico letterario argentino (San Rafael, n. 1939 - Roma, † 2016)
- Gabriel García Márquez, scrittore, giornalista e saggista colombiano (Aracataca, n. 1927 - Città del Messico, † 2014)
- Gabriel Harvey, scrittore inglese
- Gabriel Matzneff, scrittore francese (Neuilly-sur-Seine, n. 1936)
- Gabriel Miró, scrittore spagnolo (Alicante, n. 1879 - Madrid, † 1930)
- Gabriel Naudé, scrittore e bibliotecario francese (Parigi, n. 1600 - Abbeville, † 1653)
- Gabriel Robichaud, scrittore, poeta e attore canadese (Moncton, n. 1990)
- Gabriel Ruhumbika, scrittore e traduttore tanzaniano (Ukerewe, n. 1938)
- Gabriel de Foigny, scrittore francese († 1692)

## Scrittori di fantascienza(1)
- Gabriel Bermúdez Castillo, autore di fantascienza spagnolo (Valencia, n. 1934 - Elche, † 2019)

## Scultori(2)
- Gabriel Allegrain, scultore francese (Parigi, n. 1679 - Parigi, † 1748)
- Gabriel de Grupello, scultore fiammingo (Grammont, n. 1644 - † 1730)

## Snowboarder(1)
- Gabriel Messner, snowboarder italiano (Funes, n. 1997)

## Sollevatori(1)
- Gabriel Sîncrăian, sollevatore rumeno (Cluj-Napoca, n. 1988)

## Storici(4)
- Gabriel Ajvazovskij, storico, filologo e arcivescovo cristiano orientale armeno (Feodosia, n. 1812 - Tbilisi, † 1871)
- Gabriel Camps, storico francese (Misserghin, n. 1927 - Aix-en-Provence, † 2002)
- Gabriel Cossart, storico e religioso francese (Pontoise, n. 1615 - † 1674)
- Gabriel Daniel, storico e gesuita francese (Rouen, n. 1649 - Parigi, † 1728)

## Storici dell'arte(1)
- Gabriel Millet, storico dell'arte francese (Saint-Louis, n. 1867 - Parigi, † 1953)

## Surfisti(1)
- Gabriel Medina, surfista brasiliano (São Sebastião, n. 1993)

## Tennisti(2)
- Gabriel Diallo, tennista canadese (Montréal, n. 2001)
- Gabriel Francini, ex tennista sammarinese (La Plata, n. 1969)

## Teologi(3)
- Gabriel Biel, teologo e filosofo tedesco (Spira - Tubinga, † 1495)
- Gabriel de Henao, teologo, storico e gesuita spagnolo (Valladolid, n. 1611 - Salamanca, † 1704)
- Gabriel Vahanian, teologo francese (Marsiglia, n. 1927 - Strasburgo, † 2012)

## Velisti(1)
- Jean Le Bret, velista francese (Parigi, n. 1872 - Parigi, † 1947)

## Velocisti(2)
- Gabriel Mvumvure, ex velocista zimbabwese (Harare, n. 1988)
- Gabriel Tiacoh, velocista ivoriano (Abidjan, n. 1963 - Atlanta, † 1992)

## Vescovi cattolici(3)
- Gabriel Llompart y Jaume Santandreu, vescovo cattolico spagnolo (Inca, n. 1862 - Palma di Maiorca, † 1928)
- Gabriel Mendy, vescovo cattolico gambiano (Lamin, n. 1967)
- Gabriel Randrianantenaina, vescovo cattolico malgascio (Tanambe, n. 1969)

## Violinisti(1)
- Gabriel Bouillon, violinista e docente francese (Montpellier, n. 1898 - Parigi, † 1984)

## Zoologi(1)
- Gabriel Bibron, zoologo francese (Parigi, n. 1805 - Saint-Alban-les-Eaux, † 1848)

## Senza attività specificata(3)
- Gabriel Dumont, nativo americano (n. 1837 - North Battleford, † 1906)
- Gabriel Esparza, ex taekwondoka spagnolo (Pamplona, n. 1973)
- Anton Walter, austriaco (Neuhausen auf den Fildern, n. 1752 - Vienna, † 1826)